# Ishq
Ishq (Urdu: عشق išq, Hindi: इशक़, übersetzt: „Liebe“) ist ein Bollywoodfilm aus dem Jahr 1997.

## Handlung
Die steinreichen Väter Ranjit Rai und Harbanslal wollen ihre Kinder, Ajay Rai und Madhu, miteinander verheiraten. Sie jubeln ihnen einen Vertrag unter, den die unwissenden Jugendlichen, ohne ihn gelesen zu haben, unterschreiben. Als sie ihren Fehler bemerken, verbrennen sie den Vertrag, denn Ajay hat sich in Madhus beste Freundin Kajal und Madhu hat sich in Ajays besten Freund Raja verliebt. Raja und Kajal stammen beide aus armen Verhältnissen und sind den reichen Vätern ein Dorn im Auge.
Nun engagieren Ranjit und Harbanslal Killer, um Raja und Kajal aus dem Weg zu schaffen. Als der Killer versucht, Kajal zu vergewaltigen, kommt ihr Raja rechtzeitig zu Hilfe. Er verprügelt den Täter und nimmt Kajal tröstend in die Arme.
Auf einer Party kommen Bilder auf, die Kajal und Raja in dieser Umarmung zeigen. Dies wird von Ajay und Madhu als heimliche Affäre missverstanden und die beiden trennen sich von ihren jeweiligen Partnern. Für die Väter, die alles geschickt eingefädelt haben, kommt dies nur recht.
Als Ajay und Madhu ihre Hochzeit bekannt geben, heckt Raja einen Plan aus. Nun versucht er Madhu zu vergewaltigen und wird dabei von Ajay erfolgreich abgehalten. Tröstend nimmt Ajay die nun weinende Madhu in die Arme.
Auch von diesem Ereignis tauchen Bilder auf. Gezeigt werden sie von Ranjits Schwager auf der Hochzeit von Ajay und Madhu. Doch nicht nur das: Parallel dazu zeigt er noch Bilder von Kajal und Raja. Endlich begreift Ajay seinen Fehler und wird aufgeklärt. Wütend prügelt er auf seinen Vater ein und macht sich anschließend auf die Suche nach Kajal und Raja. Er entschuldigt sich bei den beiden und versöhnt sich mit ihnen. Auch Raja und Madhu finden wieder zueinander. Die Väter bereuen ihre Fehler und bitten ihre Kinder um Verzeihung.

## Soundtrack
Der Soundtrack wurde von Anu Malik komponiert. Die Lyriken wurden von Javed Akhtar geschrieben.
| Songs                     | Sänger/in                                                            |
| ------------------------- | -------------------------------------------------------------------- |
| Mr. Lova Lova             | Udit Narayan, Abhijeet, Sudesh Bhosle                                |
| Neend Churayee Meri       | Kumar Sanu, Alka Yagnik, Udit Narayan, Kavita Krishnamurthy          |
| Ishq Hua Kaise Hua        | Udit Narayan, Vibha Sharma                                           |
| Humko Tumse Pyar Hai      | Anu Malik, Abhijeet                                                  |
| Dekho Dekho Jaanam        | Udit Narayan, Alka Yagnik                                            |
| Ishq Hai Ishq Hai         | Jaishree Shivram                                                     |
| Kaise Kahoon Kaise Ho Tum | Kumar Sanu, Vibha Sharma                                             |
| Mr. Lova Lova (Remix)     | Udit Narayan, Abhijeet, Sudesh Bhosle, Poornima, Kavita Krishnamurti |

## Sonstiges
- Ajay Devgan und Kajol waren zum Zeitpunkt des Filmdrehs liiert gewesen. Am 24. Februar 1999 gaben sie sich das Ja-Wort.
- Dies ist der erste gemeinsame Film von Aamir Khan und Kajol. Neun Jahre später landeten sie mit Fanaa erneut einen Superhit.
- Bei den Dreharbeiten wurde Juhi Chawla so sehr von Aamir Khan verärgert, dass sie sich versprach, nie wieder einen Film mit ihm zu drehen. Gemeinsam sorgten sie in Qayamat Se Qayamat Tak und Hum Hain Rahi Pyar Ke für Hits.

## Auszeichnungen
Nominierung
- Filmfare Award/Bester Schurke an Sadashiv Amrapurkar (1998)